# Daveri, Veliko Tărnovo
Daveri (în bulgară Давери) este un sat în comuna Elena, regiunea Veliko Tărnovo,  Bulgaria. 

## Demografie
Componența etnică a satului Daveri
     Bulgari (60%)
     Nicio identificare (40%)
     Altele (0%)
La recensământul din 2011, populația satului Daveri era de 5 locuitori. Din punct de vedere etnic, majoritatea locuitorilor (60,0%) erau bulgari. Pentru 40,0% din locuitori nu este cunoscută apartenența etnică.